# Urs Freuler
Urs Freuler (Bilten, 6 de noviembre de 1958) es un deportista suizo que compitió en ciclismo en las modalidades de pista, especialista en las pruebas de keirin, persecución por equipos y puntuación, y ruta. Fue diez veces campeón mundial en pista.
Ganó quince medallas en el Campeonato Mundial de Ciclismo en Pista entre los años 1978 y 1989. En carretera obtuvo la victoria en quince etapas del Giro de Italia, una etapa del Tour de Francia y nueve etapas de la Vuelta a Suiza.
Participó en los Juegos Olímpicos de Moscú 1980, ocupando el octavo lugar en la prueba de persecución por equipos.
Después de retirarse de la competición, siguió ligado al mundo del ciclismo, de 2002 a 2005 fue director deportivo del equipo Phonak Hearing Systems. En 2002 fue elegido miembro del Salón de la Fama de la UCI.

## Medallero internacional
| Campeonato Mundial | Campeonato Mundial                 | Campeonato Mundial | Campeonato Mundial          |
| Año                | Lugar                              | Medalla            | Competición                 |
| ------------------ | ---------------------------------- | ------------------ | --------------------------- |
| 1978               | Múnich ( RFA)                      | Medalla de bronce  | Persecución por equipos (A) |
| 1979               | Ámsterdam ( Países Bajos)          | Medalla de bronce  | Puntuación (A)              |
| 1981               | Brno ( Checoslovaquia)             | Medalla de oro     | Puntuación (P)              |
| 1982               | Leicester ( Reino Unido)           | Medalla de oro     | Puntuación (P)              |
| 1983               | Zúrich ( Suiza)                    | Medalla de oro     | Puntuación (P)              |
| 1983               | Zúrich ( Suiza)                    | Medalla de oro     | Keirin (P)                  |
| 1984               | Barcelona ( España)                | Medalla de oro     | Puntuación (P)              |
| 1984               | Barcelona ( España)                | Medalla de bronce  | Keirin (P)                  |
| 1985               | Bassano ( Italia)                  | Medalla de oro     | Puntuación (P)              |
| 1985               | Bassano ( Italia)                  | Medalla de oro     | Keirin (P)                  |
| 1986               | Colorado Springs ( Estados Unidos) | Medalla de oro     | Puntuación (P)              |
| 1986               | Colorado Springs ( Estados Unidos) | Medalla de bronce  | Keirin (P)                  |
| 1987               | Viena ( Austria)                   | Medalla de oro     | Puntuación (P)              |
| 1987               | Viena ( Austria)                   | Medalla de bronce  | Keirin (P)                  |
| 1989               | Lyon ( Francia)                    | Medalla de oro     | Puntuación (P)              |

## Palmarés

### Ruta
| 1981 - 1 etapa del Tour de Romandía - 1 etapa de la Vuelta a Suiza - 1 etapa del Tour de Francia 1982 - 3 etapas del Giro de Italia - 1 etapa de la Vuelta a Suiza - 1 etapa del Giro de Cerdeña 1983 - 2 etapas de la Vuelta a Suiza - 1 etapa del Giro de Cerdeña - 1 etapa del Giro del Trentino 1984 - 4 etapas del Giro de Italia y Clasificación por Puntos 1985 - 3 etapas del Giro de Italia - 1 etapa de la Vuelta a Suiza - GP Kanton Aargau - Tour de Berna - 1 etapa del Giro del Trentino - 1 etapa del Giro di Puglia - 1 etapa de la Settimana Ciclistica Internazionale - 2.º en el Campeonato de Suiza en ruta 1986 - 1 etapa del Giro de Italia - 1 etapa de la Vuelta a Suiza - G.P. Pino Cerami | 1987 - 1 etapa del Giro de Italia - 1 etapa de la Vuelta a Suiza - 1 etapa del Giro di Puglia 1988 - 1 etapa del Giro de Italia - 1 etapa de la Vuelta a Suiza - Tour de Berna - 1 etapa de la Estrella de Bessèges - 2 etapas de la Vuelta a Dinamarca 1989 - 2 etapas del Giro de Italia - 2 etapas del Tour de Romandía - 1 etapa de la Vuelta a Suiza - 1 etapa de la Tirreno-Adriático 1990 - 2 etapas del Tour de Romandía - 1 etapa de la Semana Catalana 1992 - New Jersey National Bank Classic |

### Pista
| 1980 - Campeón de Europa en Ómnium 1981 - Campeonato Mundial de puntuación - Campeón de Europa de Velocidad - Campeón de Europa en Ómnium Endurance - Campeonato de Suiza en el Kilómetro - Campeonato de Suiza en Puntuación - 3.º en el Campeonato de Suiza en Velocidad - Seis días de Grenoble (con Patrick Sercu) 1982 - Campeonato Mundial de puntuación - 2.º en Campeonato de Europa en Ómnium Endurance - Seis días de Zúrich (con Robert Dill-Bundi) 1983 - Campeonato Mundial de puntuación - Campeonato Mundial de Keirin - Campeonato de Suiza en el Kilómetro - 2.º en Campeonato de Europa en Velocidad - 3.º en Campeonato de Europa en Ómnium Endurance - Seis días de Zúrich (con Daniel Gisiger) - Seis días de Launceston (con Hans Känel) - Seis días de Múnich (con René Pijnen) 1984 - Campeonato Mundial de puntuación - 3.º en el Campeonato Mundial de Keirin - Seis días de Zúrich (con Daniel Gisiger) - Seis Días de Róterdam (con René Pijnen) 1985 - Campeonato Mundial de puntuación - Campeonato Mundial de Keirin - Campeonato de Suiza en persecución - 2.º en Campeonato de Europa en Ómnium Endurance - Seis días de Múnich (con René Pijnen) | 1986 - Campeonato Mundial de puntuación - 3.º en el Campeonato Mundial de Keirin - Campeonato de Suiza en el Kilómetro - Campeonato de Suiza en puntuación - Seis días de Zúrich (con Daniel Gisiger) 1987 - Campeonato Mundial de puntuación - Campeón de Europa en Ómnium Endurance - Campeonato de Suiza en el Kilómetro - 2.º en Campeonato de Europa en madison (con Hans-Ruedi Märki) - 3.º en el Campeonato de Suiza de puntuación - Seis días de Zúrich (con Dietrich Thurau) - Seis días de Berlín (con Dietrich Thurau) - Seis días de Múnich (con Dietrich Thurau) 1988 - Seis días de Gante (con Roman Hermann) 1989 - Campeonato Mundial de puntuación - Campeonato de Suiza en puntuación - Seis días de Copenhague (con Danny Clark) 1990 - Campeonato de Suiza en puntuación - Seis días de Dortmund (con Olaf Ludwig) 1991 - Campeonato de Suiza en puntuación 1992 - Campeonato de Suiza en puntuación - Campeonato de Suiza tras moto - Seis días de Copenhague (con Danny Clark) - Seis días de Múnich (con Olaf Ludwig) 1993 - Seis días de Colonia (con Remig Stumpf) - Seis días de Bremen (con Peter Pieters) 1994 - Seis días de Zúrich (con Carsten Wolf) - Seis días de Colonia (con Carsten Wolf) |

## Resultados en Grandes Vueltas y Campeonatos del Mundo
| Carrera         | 1980 | 1981 | 1982 | 1983 | 1984 | 1985 | 1986 | 1987 | 1988 | 1989 | 1990 | 1991 | 1992 | 1993 | 1994 | 1995 | 1996 | 1997 |
| --------------- | ---- | ---- | ---- | ---- | ---- | ---- | ---- | ---- | ---- | ---- | ---- | ---- | ---- | ---- | ---- | ---- | ---- | ---- |
| Giro de Italia  | -    | -    | 99.º | 99.º | 99.º | 64.º | 99.º | 48.º | 24.º | 46.º | 12.º | -    | -    | -    | -    | -    | -    | -    |
| Tour de Francia | -    | Ab.  | -    | -    | -    | -    | -    | -    | -    | -    | -    | -    | -    | -    | -    | -    | -    | -    |
| Vuelta a España | -    | -    | -    | -    | -    | -    | -    | -    | -    | -    | -    | Ab.  | -    | -    | -    | -    | -    | -    |
| Mundial en Ruta | -    | -    | 19.º | -    | -    | Ab.  | -    | -    | -    | -    | -    | -    | -    | -    | -    | -    | -    | -    |

| —: No participó | Ab: Abandono |